# Morten Madsen
Morten Madsen (* 16. Januar 1987 in Rødovre) ist ein ehemaliger dänischer Eishockeyspieler, der mit der dänischen Nationalmannschaft an 15 Weltmeisterschaften sowie den Olympischen Winterspielen in Peking 2022 teilnahm.

## Karriere
Morten Madsen begann seine Karriere als Eishockeyspieler in seiner Heimatstadt in der Nachwuchsabteilung der Rødovre Mighty Bulls, für deren Profimannschaft er in der Saison 2002/03 sein Debüt in der höchsten dänischen Spielklasse gab. Anschließend wechselte der Flügelspieler in die Nachwuchsabteilung des schwedischen Topteams Frölunda HC, für dessen Profimannschaft er in der Saison 2005/06 in fünf Spielen in der Elitserien auf dem Eis stand. Die Saison 2006/07 verbrachte der Däne bei den Tigres de Victoriaville aus der kanadischen Juniorenliga QMJHL, die ihn beim CHL Import Draft 2006 an zehnter Position gezogen hatten. Von 2007 bis 2009 spielte er für die Houston Aeros, deren Kooperationspartner Minnesota Wild ihn im NHL Entry Draft 2005 in der vierten Runde als insgesamt 122. Spieler ausgewählt hatten, in der American Hockey League und kam parallel zu fünf Einsätzen für die Texas Wildcatters aus der ECHL.
Zur Saison 2009/10 kehrte Madsen nach Europa zurück und spielte bis 2013 für MODO Hockey aus der schwedischen Elitserien, wobei er ab 2010 Assistenzkapitän seiner Mannschaft war. Zur Saison 2013/2014 wechselte Madsen zu den Hamburg Freezers in die DEL, wo sein Vertrag im März 2015 um drei weitere Jahre bis zum Ende der Spielzeit 2017/18 verlängert wurde. Die Freezers reichten keinen Lizenzantrag für die DEL-Saison 2016/17 ein, damit endete Madsens Dienstzeit (und die aller Freezers-Mitarbeiter) bei dem Hamburger Verein. Am 27. Juni 2016 unterschrieb Madsen einen Vertrag beim schwedischen Erstligisten Karlskrona HK. Nach zwei Jahren wechselte er zum Ligakonkurrenten Timrå IK, mit dem ihm nach dem Abstieg in die HockeyAllsvenskan 2019 im Jahr 2021 die Rückkehr in die Svenska Hockeyligan gelang. 2022 beendete er seine Karriere. Seither arbeitet er in Timrå als Sportkoordinator und seit Januar 2024 als Trainerassistent.

### International
Für Dänemark nahm Madsen im Juniorenbereich an den U18-Junioren-Weltmeisterschaften 2004 und 2005 sowie den U20-Junioren-Weltmeisterschaften der Division I 2005, 2006 und 2007, als der Aufstieg in die Top-Division gelang, teil. Im Seniorenbereich stand er im Aufgebot seines Landes bei den Weltmeisterschaften 2006, 2007, 2008, 2009, 2010, 2011, 2012, 2013, 2014, 2015, 2016, 2017, 2018, 2019 und 2021. Zudem vertrat er seine Farben bei den Olympischen Winterspielen in Peking 2022 und den Qualifikationsturnieren für die Spiele 2014, 2018 und 2022.
Im Anschluss an seine aktive Karriere ist er als Trainerassistent der dänischen U18-Auswahl tätig.

## Erfolge und Auszeichnungen
- 2004 Schwedischer U18-Meister mit dem Frölunda HC
- 2005 Schwedischer U18- und U20-Meister mit dem Frölunda HC
- 2007 Aufstieg in die Top-Division bei der U20-Junioren-Weltmeisterschaft der Division I, Gruppe A
- 2021 Meister der HockeyAllsvenskan und Aufstieg in die Svenska Hockeyligan mit dem Timrå IK

## Karrierestatistik
(Legende zur Spielerstatistik: Sp oder GP = absolvierte Spiele; T oder G = erzielte Tore; V oder A = erzielte Assists; Pkt oder Pts = erzielte Scorerpunkte; SM oder PIM = erhaltene Strafminuten; +/− = Plus/Minus-Bilanz; PP = erzielte Überzahltore; SH = erzielte Unterzahltore; GW = erzielte Siegtore; 1 Play-downs/Relegation; Kursiv: Statistik nicht vollständig)